# Jedľové Kostoľany
Jedľové Kostoľany (in ungherese Fenyőkosztolány) è un comune della Slovacchia facente parte del distretto di Zlaté Moravce, nella regione di Nitra.